# Ґлен Ґрант
Ґлен Ґрант (англ. Glen Grant) — підполковник Великої Британії у відставці. 37 років служив у Британській армії. Після виходу у відставку у 2006 році у ролі радника та експерта займався реформуванням та змінами у різних організаціях оборони та безпеки в Європі.

## Біографія

### Військова кар'єра
Закінчив Королівську військову академію в Сандгерсті, штабні курси підготовки молодшого офіцерського складу у Вермінстері та Коледж Об'єднаного штабу оборони Королівського військово-морського коледжу у Гринвічі. Пройшов курс Керівних офіцерів армії та курси з операцій повітряних і військово-морських сил.
Ґлен Ґрант командував військовою в'язницею Великої Британії та артилерійською батареєю з 8 самохідних гармат. Працював з оперативним персоналом та поліцейськими службовцями у штабі 1-го британського корпусу, штабі сухопутних військ, Міністерстві оборони Великої Британії, Об'єднаному центрі повітряних операцій штабу НАТО 5 в Італії та з персоналом штабів чотирьох бригад. Ця робота передбачала підтримку багатьох операцій Великої Британії, включаючи Північну Ірландію, обидві війни в Перській затоці, Боснію та Косово.
Ґлен Ґрант завершив свою кар'єру як аташе з питань оборони Великої Британії у Фінляндії, після чого були тури до Латвії та Естонії. У цей час був радником президента Мері в Естонії з питань вступу до НАТО. Звільнився з Британської армії в 2006 році у званні підполковника.

### Діяльність як радника та експерта
Після виходу у відставку 2006 року став радником міністра оборони Юрґена Ліґі в Естонії[недоступне посилання].
Був зазначений як старший науковий співробітник Інституту державотворчості (англ. Institute for Statecraft) за спеціальністю «Реформа оборони; Україна», перш ніж вони закрили свій вебсайт.
Профіль Ґлена Ґранта на Linkedin повідомляє, що він «…був членом-засновником політичної партії SCP у Латвії… керував робочою групою з оборони та безпеки та входив до інших робочих груп, таких як управління, освіта та муніципалітет Риги… працював насамперед як помічник керівництва, щоб допомогти у розробці політики».

### Робота в Україні
В 2016—2017 роках був менеджером проєктів в Міністерстві оборони України. Працював над проєктом «Реформування системи житлового забезпечення військовослужбовців», який підтримувала фінансово Велика Британія.
В 2018 року опублікував у Kyiv Post статтю про реформування української армії, яка здобула суперечливі відгуки: публічне визнання і осуд. Згодом Глен був номінований виданням Kyiv Post як реформатор місяця.
У своїй статті 2019 року для Kyiv Post Ґлен Ґрант висловився на користь запровадження процесу відкритого, чесного критичного аналізу проблемних моментів, які відбуваються у військовій сфері — чи то вибухів на складах, чи то випадків з мінометами, чи непрозорості розподілу квартир серед військових. Він вважає це ключовим кроком на шляху українського війська до стандартів НАТО. Ґрант агітує за створення військової поліції та висловлює сумніви, наскільки новостворені структури ДБР і НАБУ будуть здатні вирішувати проблемні питання і зупиняти зловживання в армійському середовищі та в дотичних державних структурах оборонних підприємств і в командуванні.
У своєму виступі на Еспресо TV 29 січня 2022 радив перед лицем загострення загрози масованої атаки Росії звернути ключову увагу на оснащення та озброєння резервних бригад.
Входить до списку «Експертів з питань національної безпеки і оборони України». Також регулярно модерує міжнародні конференції, які охоплюють широкий спектр тем від нещодавніх змін GDPR ЄС до безпеки бізнесу, охорони здоров'я та ІТ і навіть реабілітації сексуальних злочинців[недоступне посилання].

## Спорт та інтереси
Він встановив національний рекорд Уельсу з бігу на дистанції 1500 метрів.